# 虎山巖
虎山巖，又寫做虎山岩，臺灣一座主祀觀音菩薩的廟宇，位於彰化縣花壇鄉虎山街，屬於彰化縣縣定古蹟，同時也是一處宗教旅遊勝地。清朝時，虎山巖為彰化八景之一，有「虎巖聽竹」之譽。

## 虎巖聽竹
《彰化縣志》記載：「巖左右依山環抱，茂林修竹，翠巌丹崖，遊覽之勝，與碧山巖等。每當春夏之交，禽聲上下，竹影參差，清風徐來，綠陰滿地，置身其間，彷彿神仙境界。」

## 珍貴樹木
廟前的榕樹2008年彰化縣公告為珍貴樹木列管。

## 步道
- 虎山岩步道
- 虎山岩一線天步道
- 大嶺巷登山步道

## 金針花
2017年花壇鄉公所徵得私人無償提供土地10年，開始在虎山岩旁邊山坡栽種3萬多棵平地種金針花（台東七號），花期四月中開始。2019年大爆開後吸引遊人。

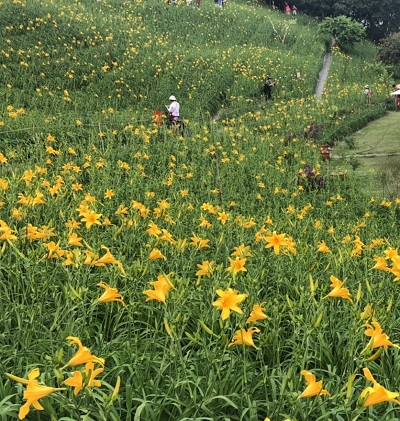
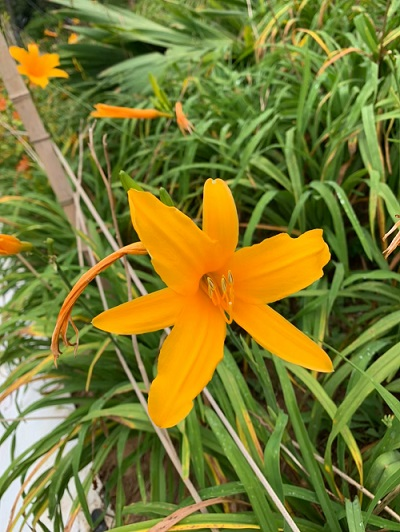

## 圖集

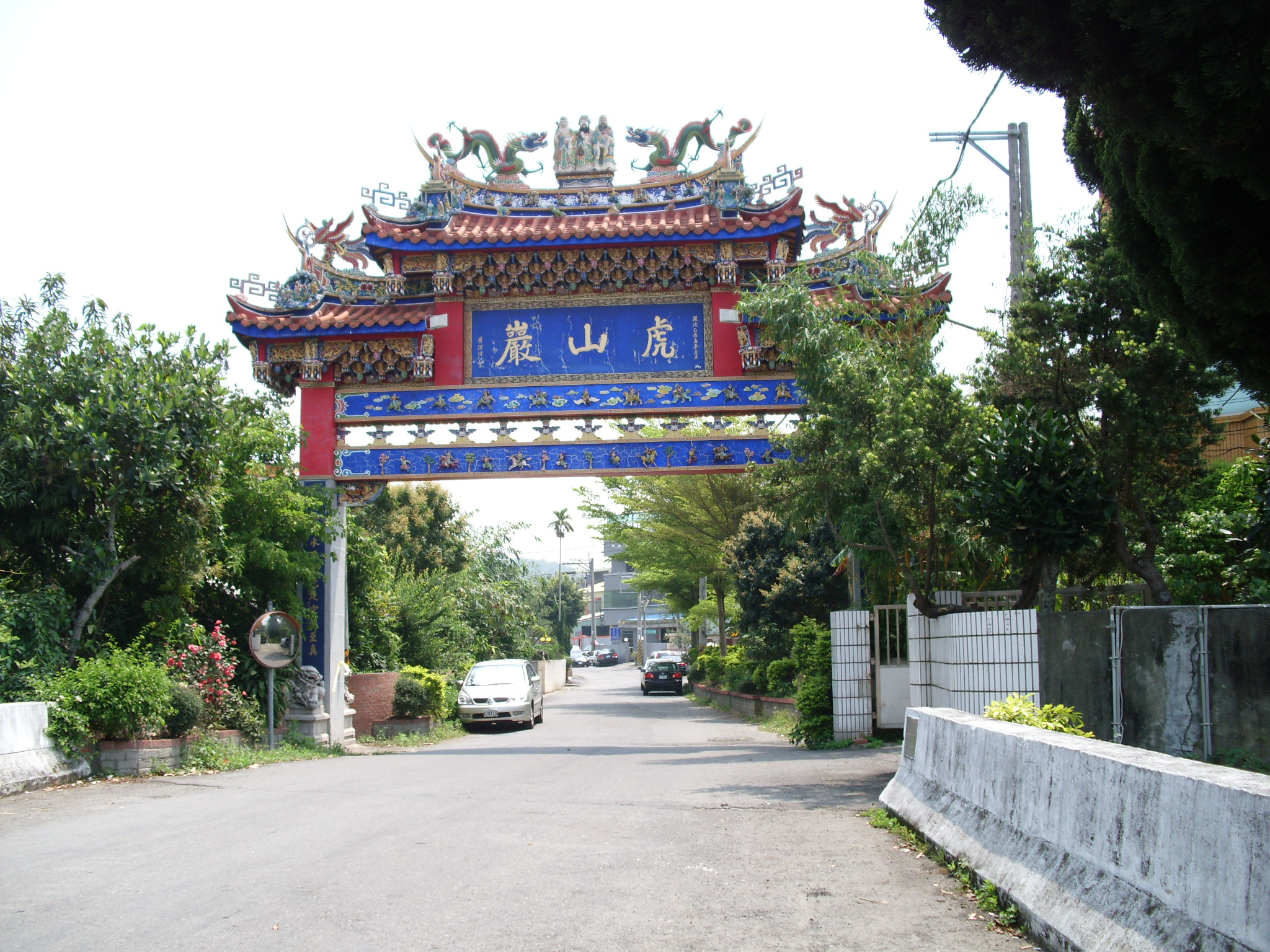
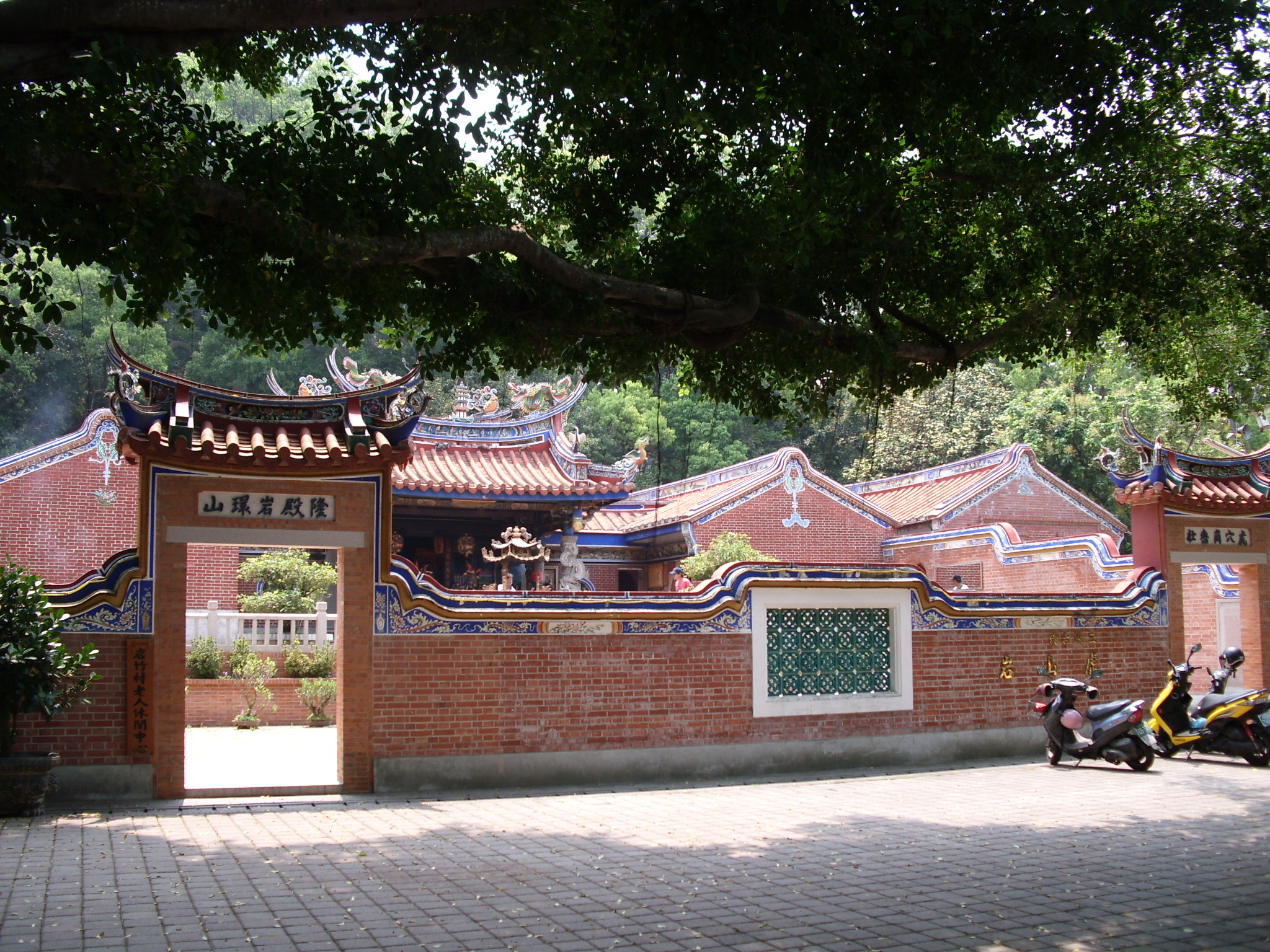
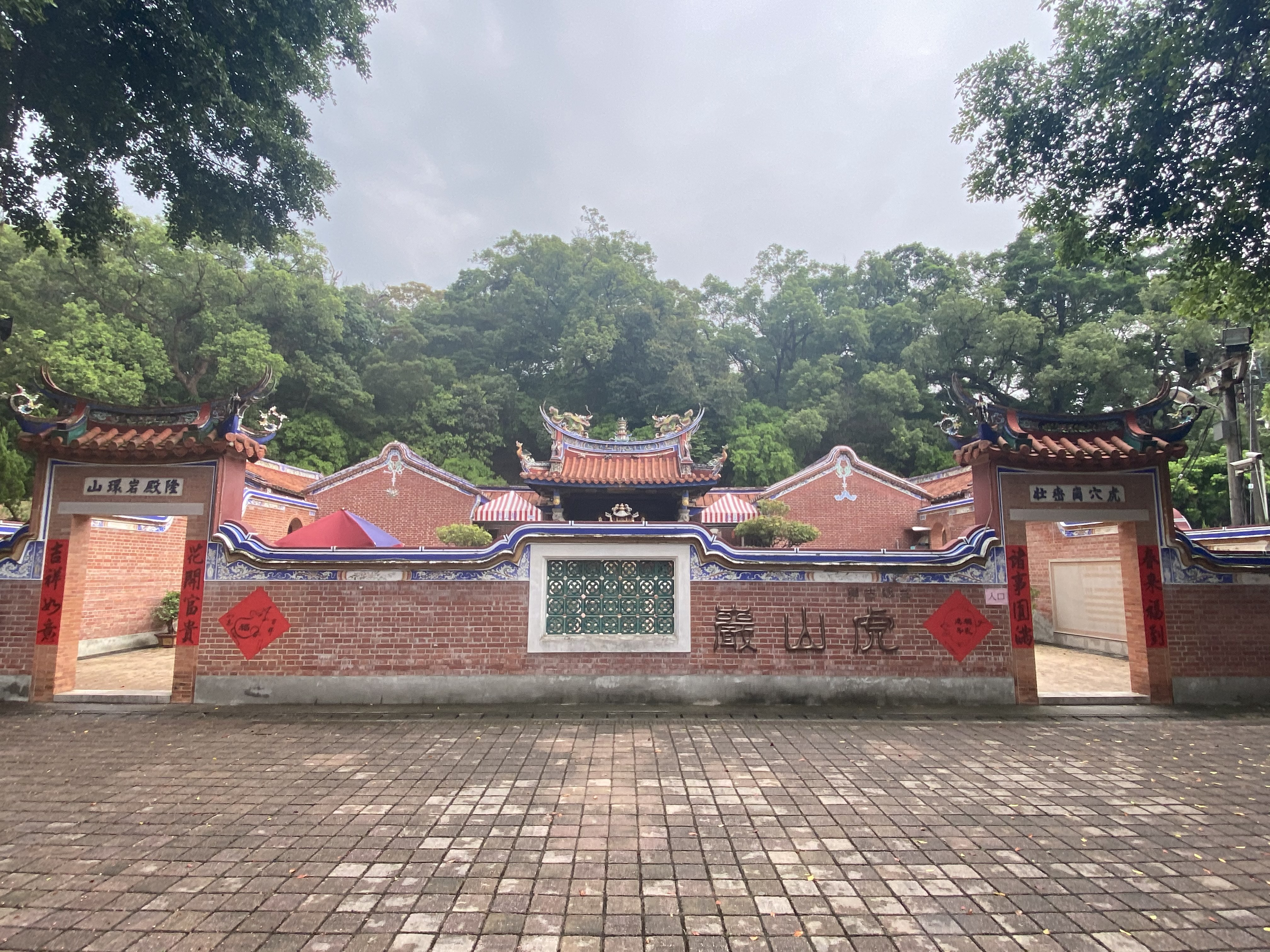

## 外部連結
- 虎山巖的Facebook專頁